# Goudbrauwbuulbuul
De goudbrauwbuulbuul (Acritillas indica synoniem: Iole indica) is een zangvogel uit de familie van de buulbuuls (Pycnonotidae) en het monotypische geslacht Acritillas. De goudbrauwbuulbuul komt voor in India en Sri-Lanka.

## Kenmerken
De goudbrauwbuulbuul is gemiddeld 20 cm lang. De vogel is van boven olijfgroen. De vogel heeft een helder gele wenkbrauw- en oogstreep en is verder ook geel op de keel, borst en buik. Het oog is groot met een roodbruine iris, de snavel is zwart.

## Taxonomie
De soort werd in 1839 beschreven onder de naam Trochophorus indicus, maar verhuisde daarna diverse malen naar een ander geslacht. Het synoniem Iole indica wordt nog vaak gebruikt. De IOC World Bird List plaatst deze vogel in een monotypisch geslacht op grond van nader onderzoek uit onder andere 2002.

## Verspreiding en leefgebied
De goudbrauwbuulbuul leeft in montaan bos in heuvelland en in plantages in het westen van India (de West-Ghats) verder op Sri-Lanka en er is een populatie in de Oost-Ghats. Er zijn drie ondersoorten:
- A. i. icterica: India.
- A. i. indica: zuidwestelijk India en Sri Lanka (behalve het zuidwesten).
- A. i. guglielmi: zuidwestelijk Sri Lanka.

## Status
De goudbrauwbuulbuul heeft een groot verspreidingsgebied waardoor de kans op de status  kwetsbaar (voor uitsterven) uiterst gering is. De grootte van de populatie is niet gekwantificeerd, maar de vogel is algemeen in geschikt habitat, daarom staat deze buulbuul als niet bedreigd op de Rode Lijst van de IUCN.